# Gabriel Veyre
Gabriel Antoine Veyre (Septème, 1º febbraio 1871 – Casablanca, 13 gennaio 1936) è stato un regista e fotografo francese del cinema delle origini.
Nato in Francia, è maggiormente conosciuto per il suo lavoro in Messico, Indocina e Marocco.

## Biografia

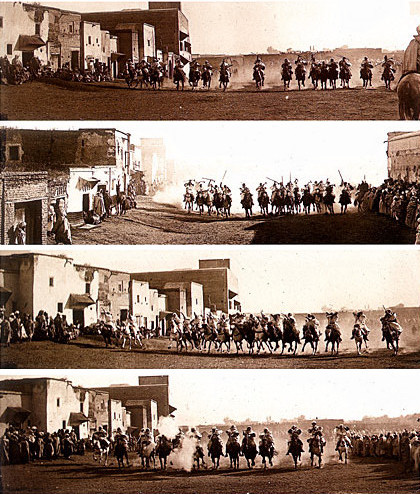
Fantasia

Veyre si laureò in farmacia all'Università di Lione. Nel 1896 viaggiò insieme a Claude Ferdinand Bon Bernard verso l'America Latina, con lo scopo di mostrare i suoi primi film realizzati tramite il cinematografo dei Fratelli Lumière.
Tra il 1896 e il 1897 diresse e produsse 35 film in Messico, con Von Bernard come operatore di macchina. Molti di questi film mostravano il presidente messicano Porfirio Díaz in varie attività giornaliere.
Dopo aver lasciato il Messico, continuò il suo tour per il Canada, il Giappone, la Cina e l'Indocina. I suoi film e autocromi furono presentati a Parigi per l'Esposizione Universale del 1900.
Continuò poi il suo lavoro in Marocco, dove lavorò anche come corrispondente per L'Illustration. Pubblicò il libro Dans l'intimité du Sultan nel 1905. Veyre rimase a Casablanca fino alla sua morte nel 1936.
Alcuni dei suoi lavori sono preservati presso la Cinémathèque Française.

## Filmografia parziale

### Regista
- Baignade de chevaux (1896)